# Vincze Balázs (balettművész)
Vincze Balázs Attila (Budapest, 1976. május 26. –) Harangozó Gyula-, Imre Zoltán-díjas és Seregi László-díjas magyar balettművész, érdemes művész, koreográfus, a Pécsi Balett Magyar Arany Érdemkereszt kitüntetéssel elismert művészeti vezetője, a Baranya vármegyei Nyugotszenterzsébet község polgármestere (2010–2024).

## Élete
Édesanyja balettal és néptánccal is foglalkozott, így gyakorlatilag belenőtt a tánc szeretetébe. A Magyar Táncművészeti Főiskola elvégzését követően pályáját az Operettszínházban kezdte 1995-ben, a következő évtől szabadúszó lett és egy évet Németországban töltött ösztöndíjasként.
Nem sokkal ezután került be Markó Iván társulatába, ahol négy évet töltött, majd 2001-ben, Keveházi Gábor megkeresésére került a Pécsi Balett társulatához. Sikeres táncművész pályafutása mellett színészvizsgát tett, így prózai szerepeket is kapott a Pécsi Nemzeti Színházban. Keveházi Gábor távozását követően 2005-ben a Pécsi Nemzeti Színház tánctagozataként működő Pécsi Balett igazgatója lett. Időközben táncpedagógusi képesítést is szerzett a Magyar Táncművészeti Főiskola klasszikus balett-pedagógus szakán (BA és MA). 2008-2012-ig a Pécsi Művészeti Szakközépiskola táncpedagógusa volt. 2015-2019 között a Zsolnay Örökségkezelő Nonprofit Kft. (ZSÖK) ügyvezetőjeként is tevékenykedett.
A Pécsi Balett vezetőjeként a szakmailag és emberileg nívós, erős társulat építése, a táncszerető közönség megtartása és kibővítése mellett legfontosabb feladatának tekintette a tagozati lét megszüntetését, a Pécsi Balett önálló működésének megteremtését. 11 év után sikerült ezt elérnie: 2017 januárjában a pécsi városvezetés megalapította a szakmailag és gazdaságilag is önálló Pécsi Balett Nonprofit Kft.-t, melynek élére őt nevezték ki ügyvezetőnek. Az önállósodás elérésében nagy segítségére volt dr. Hoppál Péter akkori kultúráért felelős államtitkár. 2017. október 1. óta a Pécsi Balett művészeti vezetőjeként tevékenykedik. 2020 óta ismét tanít, a Magyar Táncművészeti Egyetem adjunktusaként. Ugyancsak 2020-ban fogadta el a felkérést a Budapesti Operettszínház művészeti vezetői pozíciójára.
2010-től közel másfél évtizeden át közéleti szerepet is vállalt, mint Nyugotszenterzsébet polgármestere. A baranyai településre még 2005-ben költözött, és helyiek megkeresésére vállalta, hogy szerepet vállal a halmozottan hátrányos helyzetű, 90 százalékos munkanélküliséggel sújtott község életének fellendítésében. Két ízben választották újra, 2014-ben és 2019-ben – utóbbi alkalommal a kormánypártok jelöltjeként –, de a 2024-es választáson alulmaradt három kihívójának egyikével szemben.

### Pályafutása
- 2020– : a Magyar Táncművészeti Egyetem adjunktusa,
- 2020–2024: a Nemzeti Előadó-művészeti Érdekegyeztető Tanács tagja
- 2020–2022: a Budapesti Operettszínház művészeti vezetője[5]
- 2019–2021: a Nemzeti Kulturális Alap Táncművészet Kollégiumának vezetője,
- 2018– : a Pécsi Balett Nonprofit Kft. művészeti vezetője,
- 2017– : a Pécsi Balett Nonprofit Kft. alapító ügyvezetője
- 2015–2019: A Zsolnay Örökségkezelő Nonprofit Kft. ügyvezetője,
- 2013– : a Szerzői Jogi Szakértő Testület tagja,
- 2013– : a Harangozó Gyula-díj kuratóriumi tagja,
- 2013–2018: a Nemzeti Kulturális Alap Táncművészet Kollégiumának tagja,
- 2010–2024: Nyugotszenterzsébet polgármestere,
- 2008– : a Magyar Táncművészek Szövetsége elnökségi tagja,
- 2008–2012: a Pécsi Művészeti Szakközépiskola és Gimnázium Táncművészeti Tagozatának moderntánc-tanára,
- 2007– : a Pécsi Nemzetközi Tánctalálkozó létrehozója, igazgatója,
- 2007–2008: az EKF (Európa kulturális fővárosa) szakértői testületének tagja,
- 2005–2016: a Pécsi Balett igazgatója,
- 2001– : a Pécsi Balett magántáncosa,
- 1998–2001: a Magyar Fesztiválbalett táncművésze,
- 1997–1998: vendégelőadó táncművész, Dortmund,
- 1995–1997: a Fővárosi Operettszínház táncművésze

### Tanulmányok
- 2010–2011 · Magyar Táncművészeti Főiskola – klasszikus balett-pedagógus szak MA
- 2006–2009 · Magyar Táncművészeti Főiskola – klasszikus balett-pedagógus szak BA
- 2001–2005 · Magyar Táncművészeti Főiskola – moderntánc-pedagógus szak BA
- 2004 · Magyar Színészkamara – színész II.
- 1986–1995 · Magyar Táncművészeti Főiskola – néptánc-színházi tánc tagozat

### Koreográfiái, rendezései
- 2022    Bohémélet (opera, rendező, Pécsi Nemzeti Színház)
- 2022    Jekyll és Hide (musical, rendező, Budapesti Operettszínház)
- 2021    Valahol Európában (musical, koreográfu – Pécsi Nemzeti Színház)
- 2021    Madagaszkár (musical, koreográfus – Csiky Gergely Színház)
- 2020    Kőműves Kelemen (rockballada, koreográfus – Pécsi Nemzeti Színház)
- 2020    La Mancha lovagja (musical, rendező-koreográfus – Budapesti Operettszínház)
- 2019    A képfaragó (balett, Budapesti Operettszínház)
- 2019    Csíksomlyói Passió (Újszínház)
- 2019    Carmina Burana (balett, Pécsi Balett)
- 2019    Puccini: Krizantémok/Lidércek (balett, opera, Müpa Budapest, a Pécsi Balett közreműködésével)
- 2019    Lehár: A mosoly országa (operett, Müpa Budapest, a Pécsi Balett közreműködésével)
- 2018    Bernstein: Candide (musical, Müpa Budapest, a Pécsi Balett közreműködésével)
- 2018    Rómeó és Júlia (balett, Pécsi Balett)
- 2017    A muzsika hangja (musical, Pécsi Nemzeti Színház)
- 2017    A fából faragott királyfi (táncjáték, Pécsi Balett, Kodály Központ, Bartók-est: A csodálatos mandarin – A fából faragott királyfi)
- 2017    Meseautó (zenés vígjáték, Pécsi Nemzeti Színház)
- 2016    A csodálatos mandarin (balett, Pécsi Balett, Müpa CAFe Budapest)
- 2016    Száll a kakukk fészkére (táncszínház, Pécsi Balett)
- 2016    Faust, az elkárhozott (táncdráma, Pécsi Balett, Müpa Budapesti Tavaszi Fesztivál)
- 2016    A kis herceg (táncmese, Pécsi Balett)
- 2015    A kis herceg és a planéták / A kis herceg (táncmese, Pécsi Balett)
- 2015    Vörös és Fekete (musical, Kaposvári Csiky Gergely Színház)
- 2015    János-passió (Magyar Állami Operaház)
- 2015    Csíksomlyói passió (zenés passiójáték, Pécsi Nemzeti Színház)
- 2014    Carmen (balett, Pécsi Balett)
- 2014    Én és a kisöcsém (operett-bohózat, Pécsi Nemzeti Színház)
- 2014    A kőszívű ember fiai (romantikus színmű, Pécsi Nemzeti Színház)
- 2013    Diótörő (balett, Pécsi Balett)
- 2013    Ideje a táncnak, gyerekek (balett, Pécsi Balett)
- 2013    A Jó, a Rossz és a Csúf  COLOS (vadnyugati táncbohózat, Pécsi Nyári Színház)
- 2013    Banális viszonyok – édes finomságok(balett, Pécsi Balett)
- 2013    A padlás (musical, Pécsi Nemzeti Színház)
- 2012    János vitéz (daljáték, Pécsi Nemzeti Színház)
- 2012    A dzsungel könyve (musical, Pécsi Nemzeti Színház)
- 2011    Mozart Csokoládé (balett, Százhalombatta)
- 2011    Otello (balett, Pécsi Balett)
- 2011    Hófehérke és a hét törpe(mesebalett, Pécsi Balett)
- 2010    Szimbiózis (duett, Pécsi Balett)
- 2010    Bernarda Alba (musical, Művészetek Palotája)
- 2009    Giselle (balett, Pécsi Balett)
- 2008    Bernstein: Mise (Művészetek Palotája)
- 2008    Bolero (balett, Pécsi Balett)
- 2007    Spartacus 2076 (balett, Pécsi Balett)
- 2007    Nem adom fel (balett, Pécsi Balett)
- 2006    Bonnie&Clyde (balett, Pécsi Balett)
- 2005    Oliver! (musical, Pécsi Nemzeti Színház)
- 2004    A helység kalapácsa (zenés próza, Pécsi Szabadtéri Játékok)
- 2001    A víg özvegy (operett, Pécsi Nemzeti Színház)[2]

### Szerepei
- 2008   Chance Operation – kor.: Gaál Mariann
- Utam – kor.: Lőrinc Katalin-Vincze Balázs
- 2007   Spartacus 2076 – kor.: Vincze Balázs
- Bahnhof – kor.: Jurányi Patrick
- 2005   A Notre-Dame-i toronyőr (Frollo) – kor.: Jurányi Patrick
- Hódolat Eck Imrének – Concerto-Elégia – kor.: Eck Imre
- 2004   Vágyak vándorlása – kor.: Román Sándor
- 7 – kor.: Kun Attila
- Rómeo és Júlia (Mercutio) –  kor.: Keveházi Gábor
- Is-mer-M – kor.: Kun Attila
- 2003   A fából faragott királyfi (Fabábu) – kor.: Keveházi Gábor
- A csodálatos mandarin (Csavargó) – kor.: Egerházi Attila
- Salome (Keresztelő János) – kor.: Keveházi Gábor
- Zárt függönyök – kor.: Egerházi Attila
- Red with Me – kor.: Jorma Elo
- 2002   Kakukkfészek (McMurphy) – kor.: Keveházi Gábor
- Diótörő (Keresztapa) – kor.: Egerházi Attila
- Az utolsó látomás – kor.: Keveházi Gábor
- Ravel: Bolero – kor.: Keveházi Gábor
- Táncok Bécsből – kor.: Raza Hammadi
- Carmen (Torreádor) – kor.: Egerházi Attila
- Carmina Burana – kor.: Keveházi Gábor
- 2001   Támad a szél – kor.: Egerházi Attila
- Bálinka – kor.: Keveházi Gábor
- 2000   A bosszú – kor.: Markó Iván
- József és testvérei (Fáraó) – kor.: Markó Iván
- 1999   Menyegző (Halál) – kor.: Markó Iván
- 1998   Bolero – kor.: Markó Iván
- Carmina Burana – kor.: Markó Iván

### Színészi szerepei
- 2015 · Csíksomlyói passió – Júdás
- 2014 · A kőszívű ember fiai – Leonin
- 2013 · A padlás (musical) – Robinson, a gép
- 2012 · A dzsungel könyve (musical) – Majomkirály
- 2008 · Az ötödik pecsét (színmű) – Vasöntő
- 2005 · Godspell (musical)
- 2004 · My Fair Lady (musical) – Jamie / A helység kalapácsa (zenés próza)
- 2003 · Rómeó és Júlia – Baltazár
- 2003 · Anconai szerelmesek (zenés komédia)
- 2001 · Valahol Európában (musical)- Ficsúr

### Magánélete
Korábbi kapcsolatából 2002-ben született Laura nevű kislánya; táncművész feleségével, Brigittával közös kislányaik, Lilien Rebeka 2011-ben, Olívia Csenge 2014-ben, kisfiuk, Belián 2017-ben született.

## Elismerései
- 2007-ben megkapta a Pécsi Nemzeti Színház BAT Közönségdíját, elsőként a táncművészek között.
- 2010-ben elnyerte a táncművészet legmagasabb állami elismerésének számító Harangozó Gyula-díjat, mint a Pécsi Nemzeti Színház – Pécsi Balett tagozatvezető-igazgatója és magántáncosa.
- 2011-ben Imre Zoltán-díjat nyert.
- 2014. március 15-én a Magyar Arany Érdemkereszt kitüntetésben részesült, az elismerést a 47 együttest tömörítő Magyar Táncművészek Szövetsége felterjesztése nyomán nyerte el és Balog Zoltán nemzetierőforrás-minisztertől vehette át azt.
- 2014 szeptemberében a Szarvasi Vízi Színházban elnyerte a Magyar Teátrumi Társaság legjobb koreográfiáért járó szakmai díját, A Jó, a Rossz, és a (Csúf) COLOS című vadnyugati táncbohózat koreográfiájáért.
- 2015-ben A Jó, a Rossz, és a (Csúf) COLOS című előadásért elnyerte A zsűri különdíjat a Zágrábi Nemzetközi Szatíra Fesztiválon
- 2017-ben Seregi László-díjat kapott.[2]
- 2020-ban az Évad legjobb alkotója
- 2021-ben Magyarország Érdemes Művésze